# Étienne de Vilazel
Étienne de Vilazel, parfois nommé de Virazel, mort près de Saintes le 1er juin 1641, est évêque de Saint-Brieuc de 1631 à sa mort.

## Biographie
Étienne de Vilazel ou de Villazel est un cadet issu d'une famille originaire du diocèse de Toulouse. Il nait à Toulouse vers 1592 et est le fils de Louis et de Marguerite de Campistron. Il fait sans doute ses études dans sa ville natale où il obtient un doctorat en théologie en 1618. Le début de sa carrière est favorisé par l'évêque d'Aire Philippe Cospéan qu'il sert comme auditeur avant son transfert à Nantes en 1621. Il bénéficie également de la protection de Pierre de Bérulle qui a une haute opinion de ses qualités de prêcheur. C'est ainsi qu'il devient prédicateur ordinaire du roi Louis XIII.
Du fait de ces liens avec la société de l'oratoire de Jésus, il est désigné en 1631 comme évêque de Saint-Brieuc et il est consacré l'année suivante par Jean-François de Gondi archevêque de Paris. Il prend possession d'un diocèse dévasté par l'épidémie de peste de 1628-1632. Il doit faire face à la contestation de son chapitre de chanoines au sujet de son « droit de fief ». Il aurait été pourvu en commende de l'abbaye de Saint-Sever bien que son nom ne figure pas sur la liste des abbés mais également de l'abbaye Notre-Dame de Saint-Sever dans le diocèse de Coutances ce qui est peut-être à l'origine de la confusion. En 1641 il doit se rendre dans l'abbaye de Gascogne à l'appel des moines en conflit avec l'évêque d'Aire. Il règle le différend avec ce dernier mais meurt sur le chemin du retour d'un « coup de soleil » dans les environs de Saintes. Son corps est néanmoins inhumé dans sa cathédrale.

## Source
- (en) Bishop: Etienne de Vilazel (Virazel)
- Jules Lamare, Histoire de la ville de Saint-Brieuc, t. Société d'émulation des Côtes-du-Nord, tome XXII, Saint-Brieuc, Francisque Guyon, 1884 (lire sur Wikisource), p. 97-142